# Nacionalidad angoleña
La nacionalidad o ciudadanía angoleña es el vínculo jurídico que liga a una persona física con la República de Angola y que le atribuye la condición de ciudadano.

## Adquisición

### Por nacimiento en Angola
El nacer en Angola no es motivo suficiente para tener derecho a la ciudadanía angoleña, a menos que los padres de la persona sean desconocidos, de nacionalidad desconocida, apátridas o que no puedan transmitir la ciudadanía a su hijo. Se presume que un recién nacido encontrado en Angola, hasta que se demuestre lo contrario, nació en Angola.

### Por ascendencia
Cualquier persona que tenga al menos un padre que sea ciudadano angoleño, tiene derecho a la nacionalidad angoleña al nacer, independientemente del lugar de nacimiento o del estado civil de los padres.

### Por adopción
Un niño adoptado completamente por un nacional angoleño, adquiere la nacionalidad angoleña.

### Por matrimonio o unión de hecho
El matrimonio y la unión de hecho (según la ley angoleña, es la coexistencia de cama y mesa entre un hombre y una mujer por un período superior a tres años) con un nacional angoleño son elementos suficientes para la concesión de la nacionalidad a los extranjeros, independientemente de su sexo. Si el ciudadano extranjero tiene una unión de hecho reconocida, después de cinco años, no necesitará un matrimonio formal para calificar para la nacionalidad angoleña. Esto se debe al hecho de que la Constitución ha equiparado el matrimonio con la unión de hecho, así como el Código de Familia.

### Por naturalización
Un extranjero puede solicitar la ciudadanía angoleña si cumple con las siguientes condiciones:
- Ser mayor de edad, según la ley angoleña y la del país de origen.[1]
- Haber residido en Angola durante al menos diez años.
- Asimilarse en la sociedad angoleña.
- Tener conocimientos suficientes del idioma portugués.[4]
- Poseer medios de subsistencia.

Desde 2017, ya no es necesario presentar el certificado de buena conducta. El solicitante no está obligado por la ley angoleña a renunciar a su(s) nacionalidad(es) anterior(es).
La ley también establece que se le puede conceder la nacionalidad angoleña a un extranjero que haya prestado grandes servicios a Angola o que demuestre cualidades profesionales, científicas o artísticas.
La nacionalidad también se puede otorgar a los hijos menores de edad o incapaces de una persona que adquiere la nacionalidad angoleña, y también pueden solicitarla siendo menores capaces de optar por otra nacionalidad cuando se hagan mayores.

## Pérdida de la ciudadanía
La ciudadanía angoleña adquirida por nacimiento, puede ser revocada como consecuencia de la realización de ciertos servicios para un Estado extranjero, sin la autorización de la Asamblea Nacional. La ciudadanía angoleña adquirida por naturalización, puede ser revocada al descubrirse que fue adquirida de manera fraudulenta o al ser condenado por crímenes contra el Estado. La ciudadanía adquirida por matrimonio, puede ser revocada si fue adquirida de forma fraudulenta, ilegal o de mala fe. Aquellos a quienes se le revoque su ciudadanía, tienen derecho a impugnar la revocación en los tribunales (deben haber establecido su residencia en Angola durante al menos cinco años). También pueden renunciar voluntariamente a la ciudadanía angoleña los que adquieren otra nacionalidad, los hijos de ciudadanos angoleños nacidos en el extranjero (si tienen otra nacionalidad) cuando alcancen la mayoría de edad, y los que fueron adoptados por ciudadanos extranjeros, también cuando se conviertan en mayores de edad.

## Doble nacionalidad
La ley angoleña le permite a los ciudadanos angoleños tener doble nacionalidad, siempre y cuando la ley de nacionalidad del otro país lo permita, un nacional angoleño puede adquirir una ciudadanía extranjera y conservar la angoleña, y un extranjero puede obtener la nacionalidad angoleña sin perder su nacionalidad de origen. Algunos países no permiten la doble ciudadanía. Por ejemplo, si una persona adquirió las nacionalidades angoleña y japonesa por nacimiento, debe declarar ante el Ministerio de Justicia japonés, antes de cumplir los 22 años, qué ciudadanía desea conservar.

## Requisitos de visado

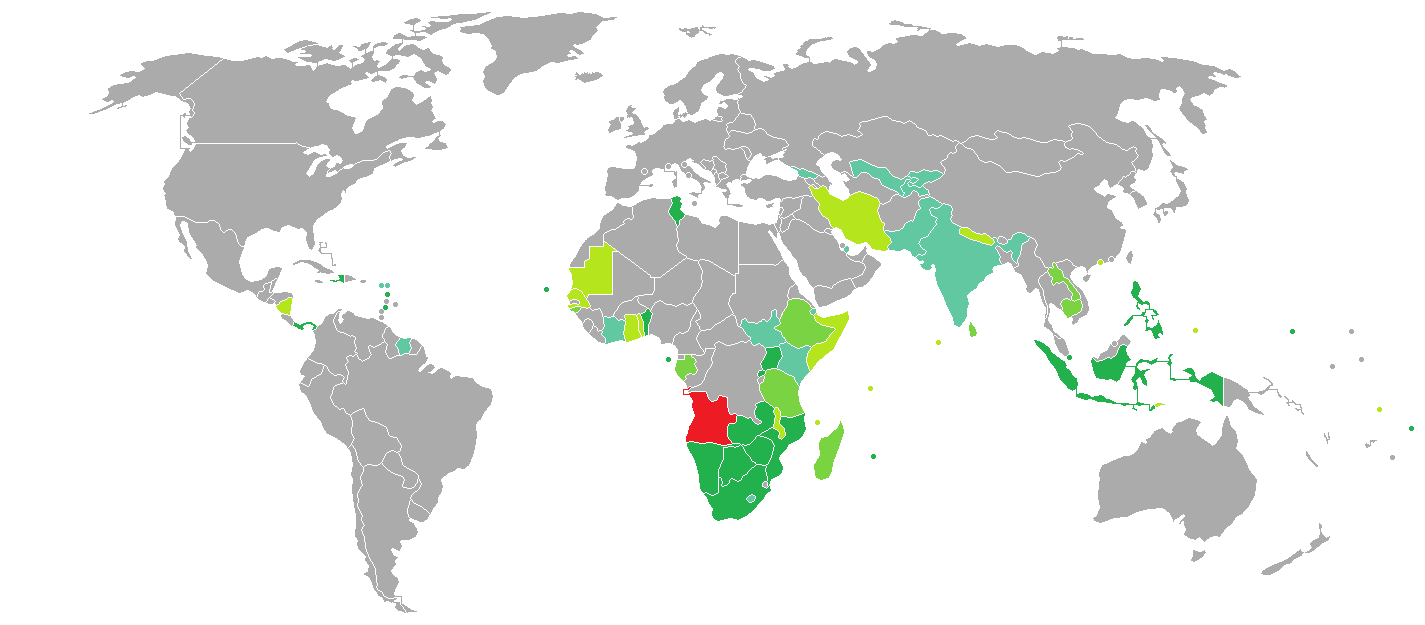
Angola
No se requiere visa
Visa a la llegada
Visa electrónica
Visa disponible tanto a la llegada como en línea
Se requiere visa antes de la llegada

Los requisitos de visado para ciudadanos angoleños son las restricciones administrativas de entrada por parte de las autoridades de otros Estados a los ciudadanos de Angola. En 2023, los ciudadanos angoleños tenían acceso sin visado o visa a la llegada a 52 países y territorios, clasificando al pasaporte angoleño en el 89.º lugar del mundo, según el Índice de restricciones de Visa.